# وینتزالیو
وینتزالیو (به ایتالیایی: Vinzaglio) یک کومونه در ایتالیا است که در استان نووارا واقع شده‌است. وینتزالیو ۱۵٫۵ کیلومتر مربع مساحت و ۶۱۲ نفر جمعیت دارد.